# Musée de Rimini
Le musée de Rimini (en italien, Museo della Città di Rimini) est le musée civique hébergé dans l'ancien couvent des jésuites au no 1 de la Via Luigi Tonini  à Rimini, dans la région d'Émilie-Romagne, et qui s'élève à côté de la  Chiesa del Suffragio, et d'une structure moderne du Complesso Archeologico della Domus del Chirurgo, Piazza Ferrari,  construite pour préserver les ruines d'une ancienne Domus romaine.

## Histoire
Le musée est hébergé dans les bâtiments de l'ancien séminaire et couvent des jésuites conçu par Alfonso Torreggiani. La construction s'est déroulée de 1746 à 1755. Après la suppression de l'ordre, le site est confié aux Dominicains puis, en 1797, est devenu un hôpital. La structure a été fortement endommagée par les bombardements pendant la Seconde Guerre mondiale. L'hôpital a été fermé en 1977 et depuis 1990 il héberge les collections du musée civique, conçu par Pier Luigi Foschi, et dédié à Luigi Tonini, fondateur du premier musée.

## Collections
La cour du cloître abrite un Lapidarium romain, dédié au professeur Giancarlo Susini, initialement organisé en 1981, comportant des inscriptions allant du  Ier au IVe siècle. En 2015, le jardin du musée est dédié à l'archéologue Khaled al-Asaad, assassiné sur le site de Palmyre en Syrie. Le sous-sol présente une  exposition archéologique comprenant des objets de la Domus del Chirurgo située à proximité et des mosaïques découvertes dans le palais Diotallevi.
Le premier étage du musée présente une exposition permanente d'œuvres de l'illustrateur de mode local René Gruau et une exposition du Libro dei sogni (« Livre des rêves ») de Federico Fellini. 
La Pinacothèque de Rimini se situe  au rez-de-chaussée et au premier étage avec des œuvres allant du XIe au XXe siècle, dont une grande fresque du Jugement dernier attribuée à Giovanni da Rimini et une Cène attribuée à Benedetto Coda. De nombreuses peintures exposées font partie  des collections de la Fondazione Cassa di Risparmio di Rimini.

## Œuvres de la collection
- Saint Jean Baptiste et La Vierge  Marie de Giovanni Francesco da Rimini (peints sur les tabellone d'une croix peinte)
- Sainte Conversation  de Lattanzio da Rimini
- Sainte Véronique et le Voile de Francesco da Cotignola
- Saint Évêque par Girolamo Marchesi
- Pietà de Domenico Ghirlandaio
- Annonciation et Christ devant Pilate de Jan Baegert
- Déposition de Pomponio Amalteo
- Marche au Calvaire par Niccolò Frangipane
- Vierge à l'Enfant avec les saints et les anges et Mariage de la Vierge par Benedetto et Bartolomeo Coda (et atelier) .
- Histoire de Publius Cornelius Scipio pendant la guerre punique (7 des 11 panneaux originaux) par Marco Marchetti, un disciple de Giorgio Vasari, peint pour la Sala Nobile du Palazzo Marcheselli-Lettimi :
  - Conquête de Carthage
  - Punition des Chefs rebelles
  - Défaite d'Hasdrubal
  - Feu d'Orangis (Jaén)
  - Défaite de Hanno
  - Offre de la Couronne aux vaillants Soldats
- Continence de Scipion
- Vocation de saint Matthieu, saint Antoine abbé avec deux saints, saint Pierre, saint François, Portrait de jeune Prêtre et Cléopâtre par Guido Cagnacci
- David et Goliath, Moïse et le Serpent en bronze, Saint Évêque et saint Jean évangéliste par Giovanni Francesco Nagli (il Centino, provenant de l'ancien oratoire Santa Maria in Acumine, supprimé en 1798
- La Pâque juive et David joue de la Harpe devant Saul par Bernhard Keil, également de l'Oratoire Santa Maria in Acumine
- Peintures de Carlo Leoni (peintre) et Giovanni Laurentini dit « l'Arrigoni .
- Saint Jérôme par Le Guerchin provenant de l'Oratoire de la Confrérie de St Jérôme
- Saint Antoine de Padoue par Le Guerchin provenant de l'église San Francesco di Paola.
- Copie de Saint Joseph et l'Enfant Jésus de l'œuvre par Guido Reni
- Saint Jacques en gloire de Simone Cantarini
- Retable de San Giuliano de Paul Véronèse
- Scènes de l'Apocalypse de Francesco Maffei
- Tentation du philosophe de Giovan Battista Langetti
- Adoration des bergers attribuée à un maître napolitain  du XVIIe siècle
- Peintures de Giovanni Battista Costa et Giuseppe Soleri Brancaleoni.
- Paolo e Francesca de Clemente Albèri

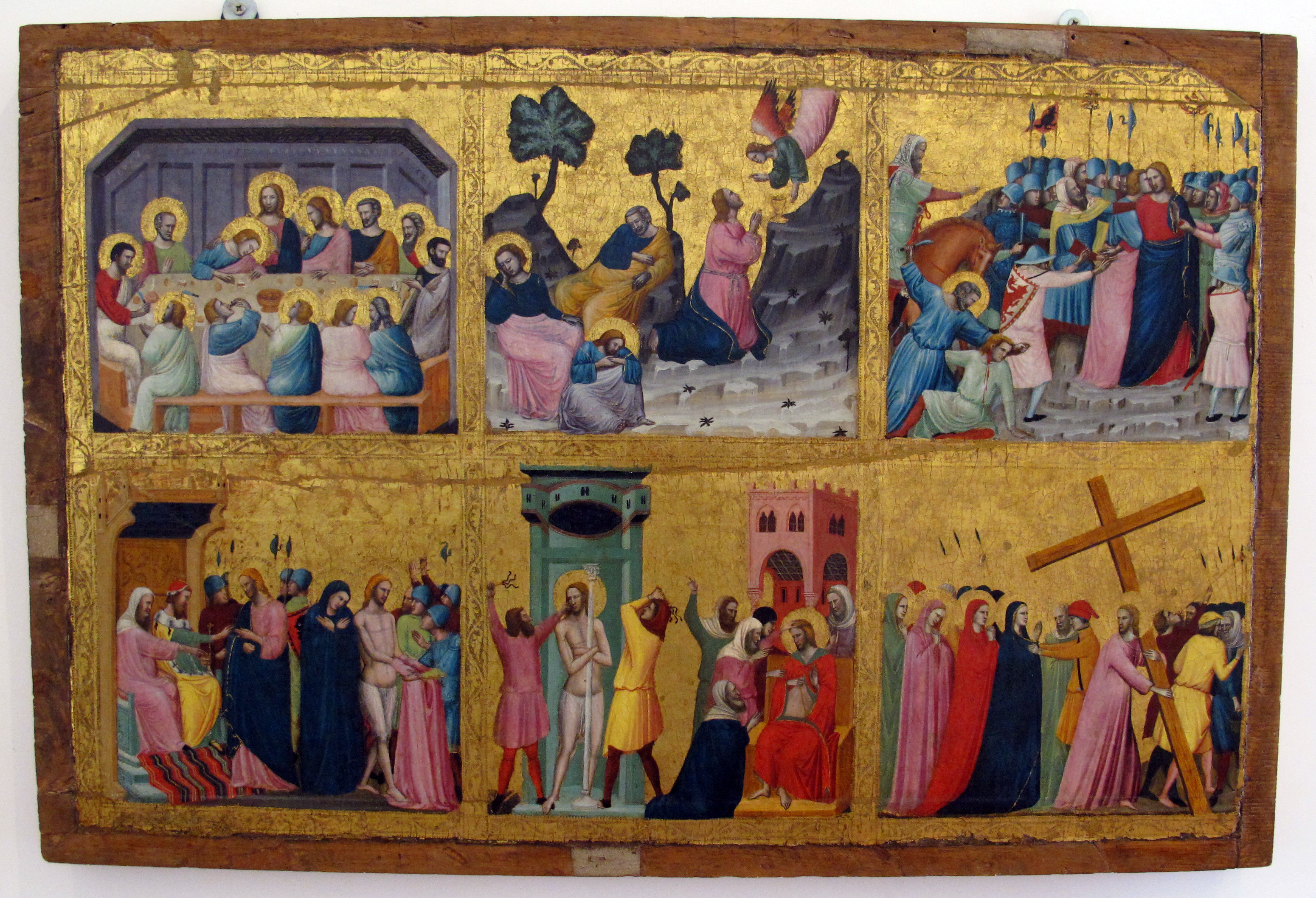
Giovanni Baronzio, Scènes de la Passion du Christ.
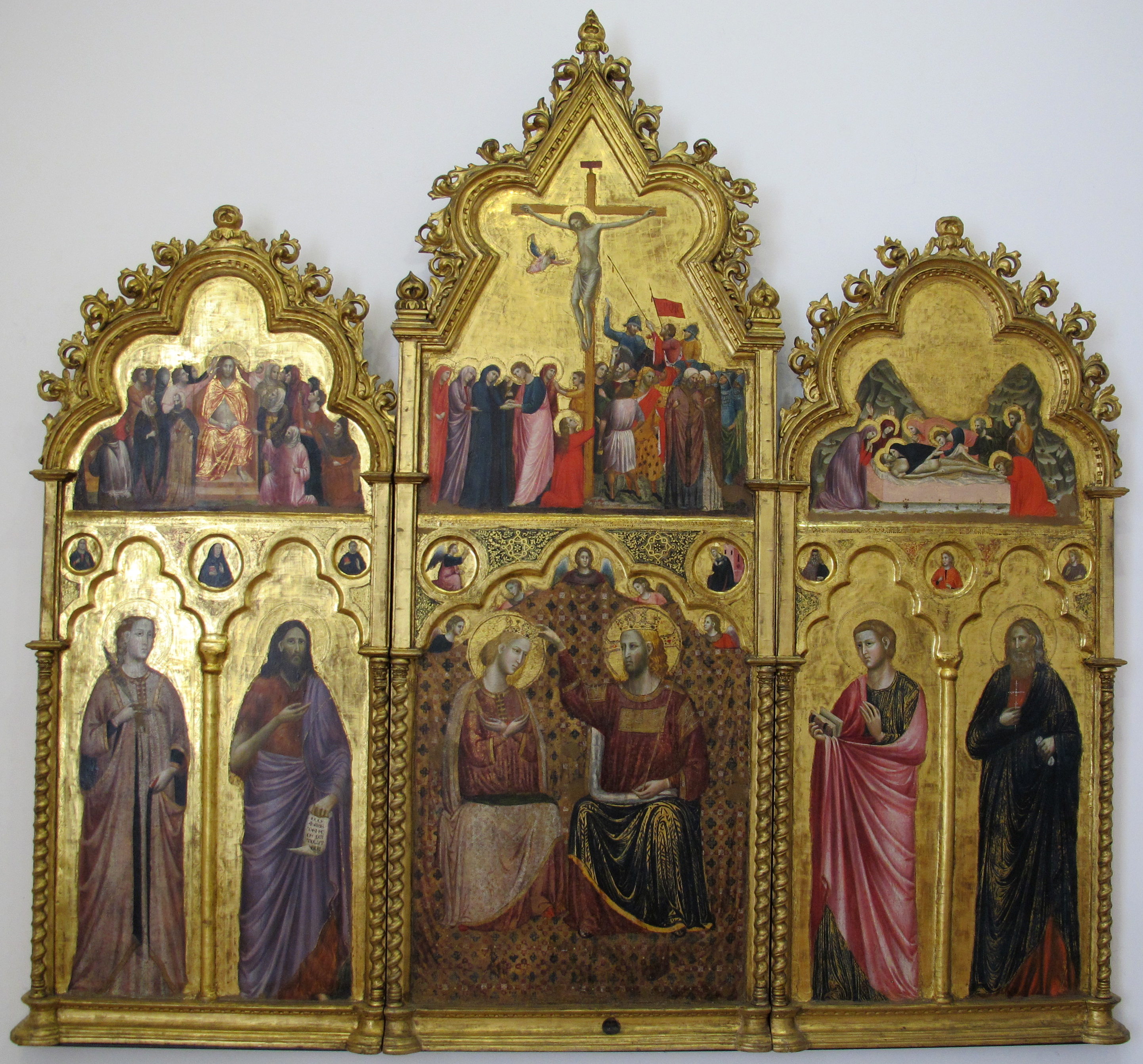
Giuliano da Rimini, Couronnement de la Vierge et Saints.
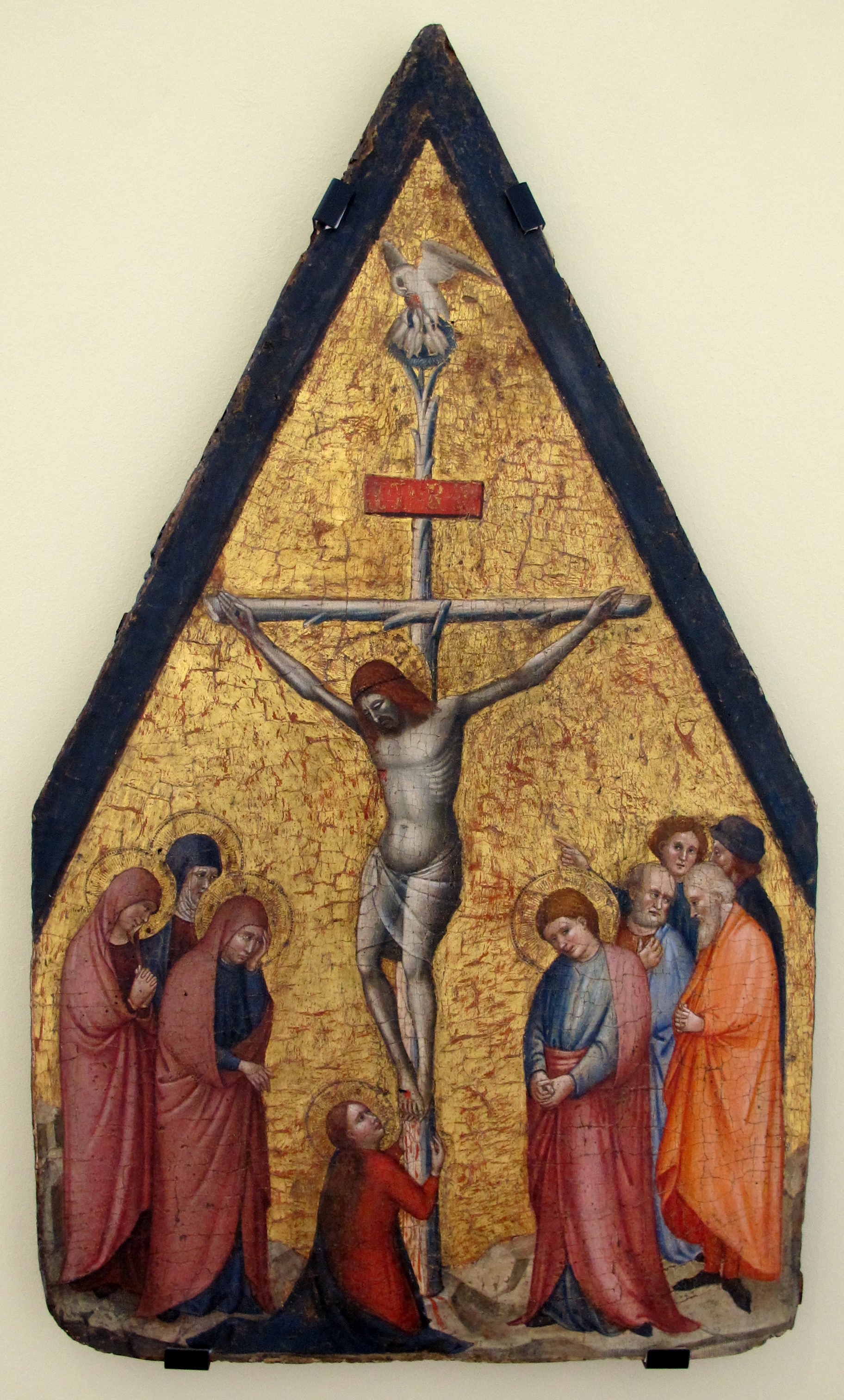
Bittino da Faenza, Crucifixion.
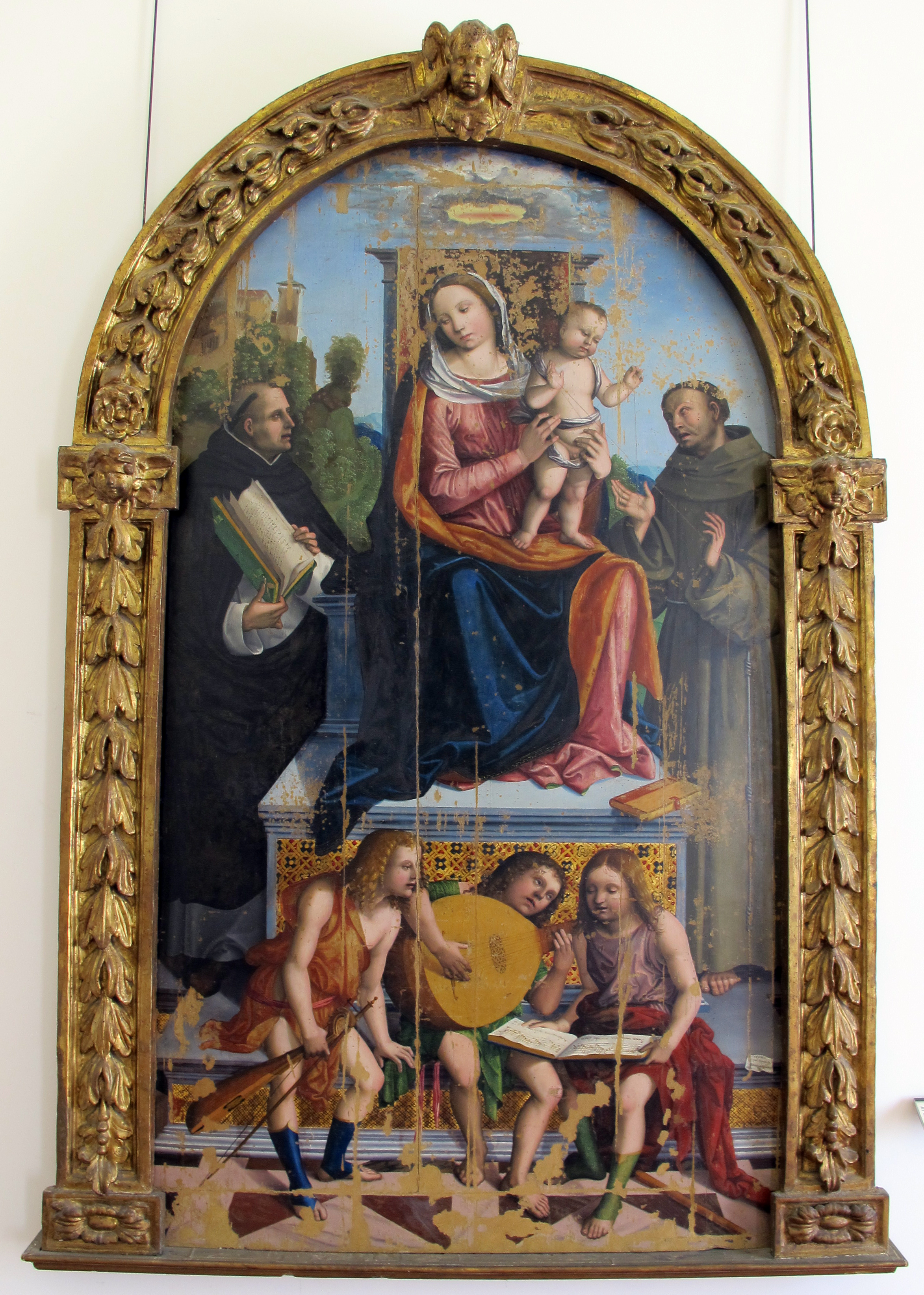
Benedetto Coda, Vierge à l'Enfant avec Saints et Anges.

## Domus del Chirurgo
Le musée d'archéologie voisin Domus del Chirurgo a été inauguré en 2007. Lors des travaux sur la Piazza Ferrari, les ruines d'une maison du IIe siècle  ont été découvertes avec des restes de mosaïques et des fresques. Les pièces archéologiques comprennent entre-autres plus de 150 instruments chirurgicaux romains antiques. La structure en verre permet aux visiteurs de voir les fouilles.